# Agonopterix furvella
Agonopterix furvella — вид метеликів родини плоских молей (Depressariidae).

## Поширення
Вид поширений в Південній і Східній Європі та Малій Азії. Присутній у фауні України.

## Опис
Розмах крил становить 23-28 мм. Передні крила червонувато-коричневі. Основа переднього крила жовта, а на зовнішній стороні середньої третини крила видно світлу пляму.

## Спосіб життя
Імаго літають з травня по жовтень. Личинки живляться листям ясенця білого (Dictamnus albus), тому метелики трапляються лише там, де він росте.